# Volksbank Kraichgau
Die Volksbank Kraichgau eG ist eine deutsche Genossenschaftsbank mit Sitz in Wiesloch in Baden-Württemberg. Sie gehört dem Bundesverband der Deutschen Volksbanken und Raiffeisenbanken (BVR) und dessen Sicherheitseinrichtung an.

## Geschichte
Der Ursprung der Bank liegt im Jahr 1867 in den Gründungen des Vorschuss-Vereins Wiesloch sowie der Volksbank Eppingen. Die aktuelle Volksbank ist das Ergebnis aus mehreren Fusionen, die seit 1947 stattgefunden haben.
Die Volksbank Bad Rappenau verschmolz damals mit der Spar- und Darlehenskasse Babstadt und 1952 mit der Spar- und Darlehenskasse Obergimpern. 1971 und 1979 kamen mit den Raiffeisenbanken Siegelsbach und Fürfeld weitere Banken hinzu.
Parallel dazu fusionierte 1972 die Volksbank Sinsheim mit den Raiffeisenbanken aus Adersbach/Ehrstädt, Waldangelloch, Steinsfurt/Rohrbach, Dühren und Hoffenheim. 1976 und 1980 folgten die Raiffeisenbanken Angelbachtal und Eschelbach.
Die erste große Fusion konnte dann im Jahr 1997 zwischen der Volksbank Sinsheim und der Volksbank Bad Rappenau stattfinden. Daraus entstand die Volksbank Sinsheim-Bad Rappenau.
Eine weitere Fusion, die zur Volksbank Kraichgau führte, erfolgte im Jahr 2001 zwischen der Volksbank Sinsheim-Bad Rappenau und der Volksbank Eppingen (entstanden durch die Zusammenschlüsse im Jahr 1972 zwischen den Raiffeisenkassen aus Mühlbach, Kleingartach, Elsenz und Adelshofen).
Die nächste Fusion fand im Jahr 2008 statt. Hier integrierte die Volksbank Wiesloch die Volksbank für das Angelbachtal. Diese entwickelte sich vor allem durch die Fusionen der Volksbank für das Angelbachtal/Mühlhausen und der Volksbank Rauenberg in 1987 sowie der späteren Verschmelzung mit der Volksbank Rettigheim-Malschenberg im Jahr 2000.
Die Volksbank Wiesloch bildete sich in den Jahren durch zwei Zusammenführungen. 1990 fusionierte die Spar- und Kreditbank Wiesloch mit der Volksbank Wiesloch und im Jahre 2000 die Volksbank Wiesloch mit der Volksbank Leimen-Sandhausen.
Im Jahr 2010 kam es zur Fusion der Volksbank Wiesloch mit der Volksbank Kraichgau zur Volksbank Kraichgau Wiesloch-Sinsheim. Im Jahr 2017 änderte die Bank ihre Firma in Volksbank Kraichgau eG.
Am 8. Juli 2019 wurde die Verschmelzung der Raiffeisenbank Kraichgau auf die Volksbank Kraichgau in das Genossenschaftsregister eingetragen. Im Jahre 2021 folgte dann die Verschmelzung der Volksbank Bruhrain-Kraich-Hardt auf die Volksbank Kraichgau eG.
Am 6. und 15. Juni 2023 beschlossen die Vertreterversammlungen der Volksbank Bruchsal-Bretten eG und der Volksbank Kraichgau eG ihre Fusion. Die Fusion wurde am 7. September 2023 in das Genossenschaftsregister eingetragen.
Die technische Zusammenführung wurde am 16. September 2023 vollzogen.

## Volksbank Kraichgau Stiftung
Die Volksbank Kraichgau Stiftung wurde mit einem Gründungskapital von 500.000 Euro im Februar 2012 gegründet. Mit den 500.000 Euro will die Stiftung größere gemeinnützige Projekte unterstützen. Durch die Möglichkeit, mit dieser Stiftung auch andere Stiftungen treuhänderisch verwalten zu können, kann jeder Interessent mit Hilfe der Volksbank Kraichgau seine eigene Stiftung gründen. Im Jahr 2015 wurde das Stiftungskapital um weitere 400.000 EUR auf 1.150.000 EUR erhöht.
Vorsitzender ist Klaus Bieler.

## Ausbildung
Die Volksbank Kraichgau bildet junge Menschen in den Berufsbildern Bankkaufmann (w/m), Finanzassistent (w/m) und Bachelor of Arts (DHBW) Fachrichtung Banken oder Finanzdienstleistungen aus.

## Tochterunternehmen
- Kraichgau Immobilien GmbH
Die Kraichgau Immobilien GmbH ist eine Tochter der Volksbank Kraichgau eG. Sie befasst sich im Wesentlichen mit dem Verkauf und der Vermittlung von Immobilien.
- Kraichgau Reisen GmbH
Der Betrieb wurde am 31. Dezember 2022 eingestellt.